# Gourdon, Lot
Gourdon là một xã trong vùng Occitanie, thuộc tỉnh Lot, quận Gourdon, tổng Gourdon. Tọa độ địa lý của xã là 44° 49' vĩ độ bắc, 01° 23' kinh độ đông. Gourdon nằm trên độ cao trung bình là 263 mét trên mực nước biển, có điểm thấp nhất là 130 mét và điểm cao nhất là 323 mét. Xã có diện tích 45,52 km², dân số vào thời điểm 1999 là 4882 người; mật độ dân số là 107 người/km².

## Thông tin nhân khẩu
| 1962  | 1968  | 1975  | 1982  | 1990  | 1999  |
| ----- | ----- | ----- | ----- | ----- | ----- |
| 4.157 | 4.803 | 4.728 | 4.899 | 4.851 | 4.882 |

## Nhân vật nổi tiếng
- Bertrand de Gourdon
- Jean-Baptiste Cavaignac